# Casa del Pueblo (Trujillo)
La Casa del Pueblo es una de las principales sedes del Partido Aprista Peruano, así como un local destinado a brindar servicios sociales. Se ubica en el Jirón Francisco Pizarro, a pocas cuadras de la Plaza de Armas de Trujillo en el departamento de La Libertad en Perú.

## Salas
El aula Magna, al igual que en la Casa del Pueblo de Lima, es la sala principal de la sede trujillana del Partido Aprista, en la que se realizan las ceremonias más importantes del APRA tales como el Día de la Fraternidad o paraliturgias de defunciones. En la misma, se conservan retratos de los principales militantes apristas.
Otro espacio es el comedor popular, en donde, como su nombre lo dice, se brindan tanto servicios sociales como se organizan distintas actividades del mismo carácter.